# 鈴木ゆかり
鈴木 ゆかり（すずき ゆかり、1981年8月24日 - ）は、愛知県出身の女性モデル。身長170cm。金城学院大学短期大学部生活学科食物専攻卒業。ヴィズミックモデルエージェンシーに所属していた。

## 略歴
2001年東レキャンペーンガール
2002年度サッポロ生ビールキャンペーンガール

## 写真集
- good lovin'（ぶんか社）

## DVD
- FAIRY～太陽の誘惑（エキスプレス）